# Rhodesiella sauteri
Rhodesiella sauteri är en tvåvingeart som först beskrevs av Oswald Duda 1930.  Rhodesiella sauteri ingår i släktet Rhodesiella och familjen fritflugor. Inga underarter finns listade i Catalogue of Life.